# Saab 340 AEW&C
Il Saab 340 AEW&C è un aeroplano  sviluppato nei primi anni novanta dalla svedese Saab, a partire dal modello civile Saab 340, per adempiere al compito di AEW&C (Airborne Early Warning & Control), ovvero di sorveglianza e di controllo radar.
Nel 1995 il Saab 340 AEW&C (o Saab AEW-200) è stato ridesignato come S 100B e gli è stato assegnato il soprannome ufficiale di Argus (da Argus Panoptes, un gigante della mitologia greca con centinaia di occhi).
L'aeronautica militare svedese ne ha ordinati sei di cui solo quattro utilizzati come radar aviotrasportato.
Due esemplari sono stati dati in prestito dalla Svezia alla Grecia dal 2000 al 2004.
Il Saab AEW&C è equipaggiato con una gondola rettangolare (lunga 9 m) in posizione dorsale (sopra la fusoliera) che contiene il radar Ericsson PS-890 Erieye con una portata di 300 km. Questo radar aviotrasportato, non è controllato da operatori sull'aereo (anche se ciò sarebbe possibile), ma si integra direttamente col sistema di difesa svedese.

## Versioni
- S 100B: o Saab 340 AEW/FSR 890 dove FSR sta per Flygburen Spanings Radar).
- S 100D: o Saab 340 AEW-200.
- S 100?: o Saab 340 AEW-300 in via di sviluppo dal settembre 2006, il progetto dovrebbe concludersi nel 2008, e dovrebbe rendere l'aeroplano una piattaforma C2 (command and control) per la collaborazione con le altre forze NATO.

## Utilizzatori
Emirati Arabi Uniti
- Al-Quwwāt al-Jawiyya al-Imārātiyya

2 Saab 340AEW consegnati di seconda mano dalla Svezia nel 2010, entrati in servizio nel 2011, ritirati e riconsegnati alla Svezia nel 2020. Rivenduti all'Aeronautica militare polacca a luglio 2023.
 Polonia
- Siły Powietrzne

2 Saab 340AEW ex Aeronautica Militare degli Emirati Arabi Uniti acquistati nel 2023 e consegnati dopo essere stati aggiornati dalla Svezia nel 2020. Primo esemplare ricevuto il 4 marzo 2024. Secondo esemplare consegnato l'11 giugno 2024.
 Svezia
- Svenska Flygvapnet

6 S 100B consegnati a partire dal 2004. 2 esemplari ceduti temporaneamente all'Aeronautica militare degli Emirati Arabi Uniti nel 2010, riconsegnati a dicembre 2020 e, successivamente, rivenduti all'Aeronautica Militare polacca e consegnati a partire dal marzo 2024. 2 esemplari ceduti alla Reale Aeronautica militare thailandese nel 2011. Due esemplari donati all'Aeronautica militare ucraina il 29 maggio 2024, con il primo esemplare consegnato a fine aprile 2025.
 Thailandia
- Kongthap Akat Thai

2 S-100B acquistati nel 2012.
 Ucraina
- Aeronautica militare ucraina

2 S-100D donati dalla Svenska Flygvapnet svedese il 29 maggio 2024, con il primo esemplare consegnato a fine aprile 2025.